# Valsot
Valsot (, toponimo romancio) è un comune svizzero di 841 abitanti del Canton Grigioni, nella regione Engiadina Bassa/Val Müstair.

## Geografia fisica
Valsot è situato in Bassa Engadina, sul lato sinistro del fiume Inn; dista 56 km da Davos, 69 km da Sankt Moritz, 111 km da Coira e 192 km da Lugano. Il punto più elevato del comune è la cima del Fluchthorn (3 399 m s.l.m.), sul confine con Galtür.

## Storia
Il comune di Valsot è stato istituito il 1º gennaio 2013 con la fusione dei comuni soppressi di Ramosch e Tschlin; capoluogo comunale è Ramosch.

### Simboli
Lo stemma di Valsot riunisce gli emblemi dei vecchi comuni di Ramosch e di Tschlin.

## Società

### Lingue e dialetti
Il comune è di lingua romancia.

## Geografia antropica

### Frazioni
Le frazioni di Valsot sono:
- Ramosch[4]
  - Raschvella
  - Seraplana
  - Vnà[5]
- Tschlin[6]
  - Chaflur
  - Martina[7]
  - Sclamischot
  - Strada[8]
    - San Niclà

  - Vinadi

## Infrastrutture e trasporti
La stazione ferroviaria più vicina è quella di Scuol-Tarasp della Ferrovia Retica, sulla linea Pontresina-Scuol.